# バハーバード郡
バハーバード郡（ペルシア語: شهرستان بهاباد）とは、イランのヤズド州に属する郡である。郡中心市はバハーバード。
2009年にバーフグ郡から分割されて成立した。2006年の調査では、バハーバード郡に相当する地域の人口は14,577人、3,564世帯だった。郡内は中心地区とAsfyj地区に区画され、郡に属する（シャフル）はバハーバードのみである。